# Kraljevstva Mossi
Kraljevstva Mossi činila su nekoliko kraljevstava, koja su vladala od 11. do 19. stoljeća na području današnje države Burkine Faso. Kombinirani teritoriji tih kraljevstava pokrivali su veliki dio današnje Burkine Faso.
Kraljevstva Mossi, osnovao je narod Mossi, koji još uvijek čini većinu stanovništva u Burkini Faso. Najstarije Mossi Kraljevstvo - Tengkodogo osnovano je 1120. u istoimenom glavnom gradu Tengkodogo. Godine 1333., za vrijeme velike ekspanzije Malijskog Carstva, osnovano je drugo Mossi Kraljevstvo - Yatenga s glavnim gradom Ouahigouya. Treće veliko Mossi Kraljevstvo - Ouagadougou, dobilo je ime po trenutnom glavnom gradu Burkine Faso.
Mossi civilizacija izvorno se temeljila na poljoprivrednoj proizvodnji. Bila je podijeljena na strukturirane teritorijalne cjeline (na temelju jedinica u rasponu od okruga, sela, regije do kraljevstva).
Gašenje Mossi Kraljevstva, dogodilo se nakon francuskih osvajanja velikih dijelova zapadne Afrike nakon Berlinske konfrencije 1885. Godine 1894., Tengkodogo je pripojen Francuzima, dok su ostale dvije države nastavile postojati, nominalno pod francuskom "zaštitom".
Čak su i danas, Mossi kraljevi, iako bez formalne vlasti, visoko cijenjeni među svojim narodom, uglavnom zbog svoje uloge u tradicionalnoj religiji.